# Ланолин

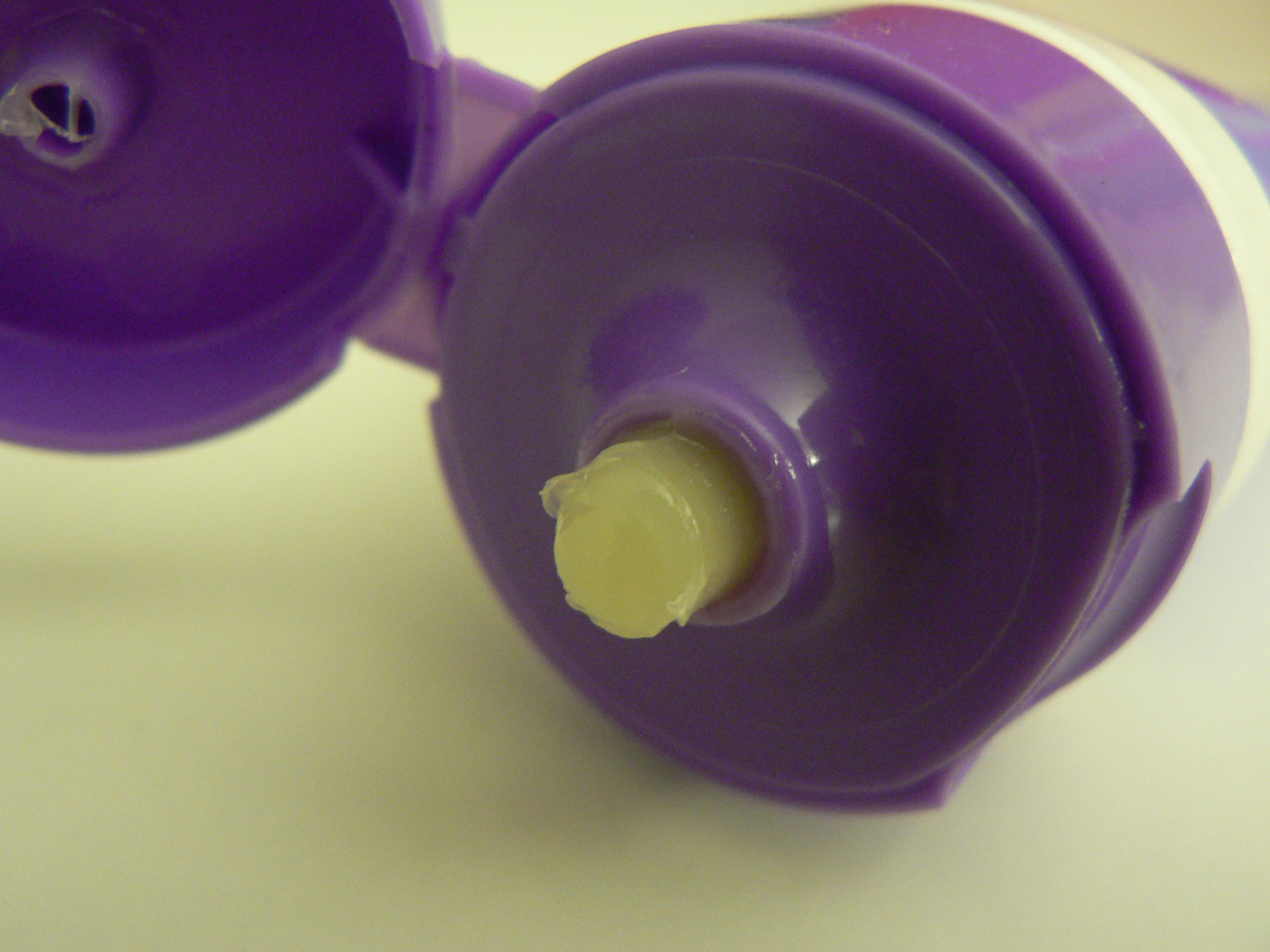
Ланолин

Ланолин (от лат. lana — шерсть и лат. oleum — масло) — шерстяной воск, животный воск, получаемый при вываривании шерсти овец.
Различают следующие виды ланолина: безводный ланолин, гидратный ланолин, ацетилированный ланолин, гидрогенизированный ланолин, оксиэтилированный ланолин.

## Свойства
Густое, вязкое жёлтое или буровато-жёлтое масло, своеобразного запаха, плавящееся при температуре 36—42 °C. Отличается от других восков высоким содержанием стеринов (в частности, холестерина). Хорошо впитывается в кожу и обладает смягчающим действием.
Состав ланолина очень сложен и до настоящего времени изучен не полностью. В основном он представляет собой смесь сложных эфиров высокомолекулярных спиртов (холестерина, изохолестерина и т. д.) с высшими жирными кислотами (миристиновой, пальмитиновой, церотиновой и др.) и свободных высокомолекулярных спиртов. По свойствам ланолин близок к кожному салу человека. В химическом отношении достаточно инертен, нейтрален и устойчив при хранении. Ценнейшим свойством ланолина является его способность эмульгировать до 180—200 % (от собственной массы) воды, до 140 % глицерина и около 40 % этанола (70 % концентрации) с образованием эмульсий типа вода/масло. Добавки небольшого количества ланолина к жирам и углеводородам резко увеличивает их способность смешиваться с водой и водными растворами, что обусловило его широкое применение в составе липофильно-гидрофильных основ.

## Применение
Широко применяется в составе различных косметических средств — кремов и т. п., в медицине используется как основа для различных мазей (в частности глазных), пластырей и клейких повязок, а также для смягчения кожи (в смеси с равным количеством вазелина).
Выпускается чистый, очищенный ланолин для кормящих женщин (торговые названия: Лановит, Purelan, Lansinoh, Lanolin, Pixeltap, SPLASH). Применяемый местно, ланолин помогает заживлению трещин на сосках и предотвращает их появление, и не требует смывания перед кормлением (не опасен для младенцев).
Ланолин используется как компонент кондиционеров для волос, он благотворно влияет на структуру и самоочищаемость волос (или шерсти животных), усиленного роста волос ланолин не вызывает, хотя миф такой существует.
Ланолин зарегистрирован в качестве пищевой добавки E913.